# La Bégude-de-Mazenc
La Bégude-de-Mazenc là một xã thuộc tỉnh Drôme trong vùng Auvergne-Rhône-Alpes đông nam nước Pháp. Xã La Bégude-de-Mazenc nằm ở khu vực có độ cao từ 158-481 mét trên mực nước biển.